# 前湾站
前湾站，規劃時名為航海路站，為深圳地鐵5号綫與9号綫的车站，位于中華人民共和國廣東省深圳市南山區前海深港现代服务业合作区听海大道，周边定义为前海的高端产业聚集区，车站按T型换乘布置。其中，5号线车站沿听海大道南北向布置，为地下3层车站，地下一层为站厅层，地下三层为站台层，车站总长182米；9号线车站为9号线西延线工程的终点站，设置在听海大道以西，为地下二层车站，地下一层为站厅层，地下二层为站台层，车站总长644.3米（含站后停车折返线）。

## 車站結構
本站為地下三層結構車站，地面為出入口，地下一層為站廳，地下二層為9號線月台，地下三層為5號線月台；其中9號線在上層，5號線在下層。本站5號線及9號線各自設有一個島式月台。9號線月台西端設有雙存車線，供9號線列車以本站為終點站時，使用該組雙存車線進行站後折返。同樣在月台東端亦設有一條單渡線供列車進行站前折返工作。同時正線末端預留繼續往西延伸的條件。

### 樓層
|                   |  | 9號線落客           |
| 島式 · 開左邊车门 |  |                     |
|                   |  | 9號線往文锦（梦海） |

|                   |  | 5號線往赤湾（前湾公园） |
| 島式 · 開左邊车门 |  |                         |
|                   |  | 5號線往黄贝岭（桂湾）   |

### 站厅

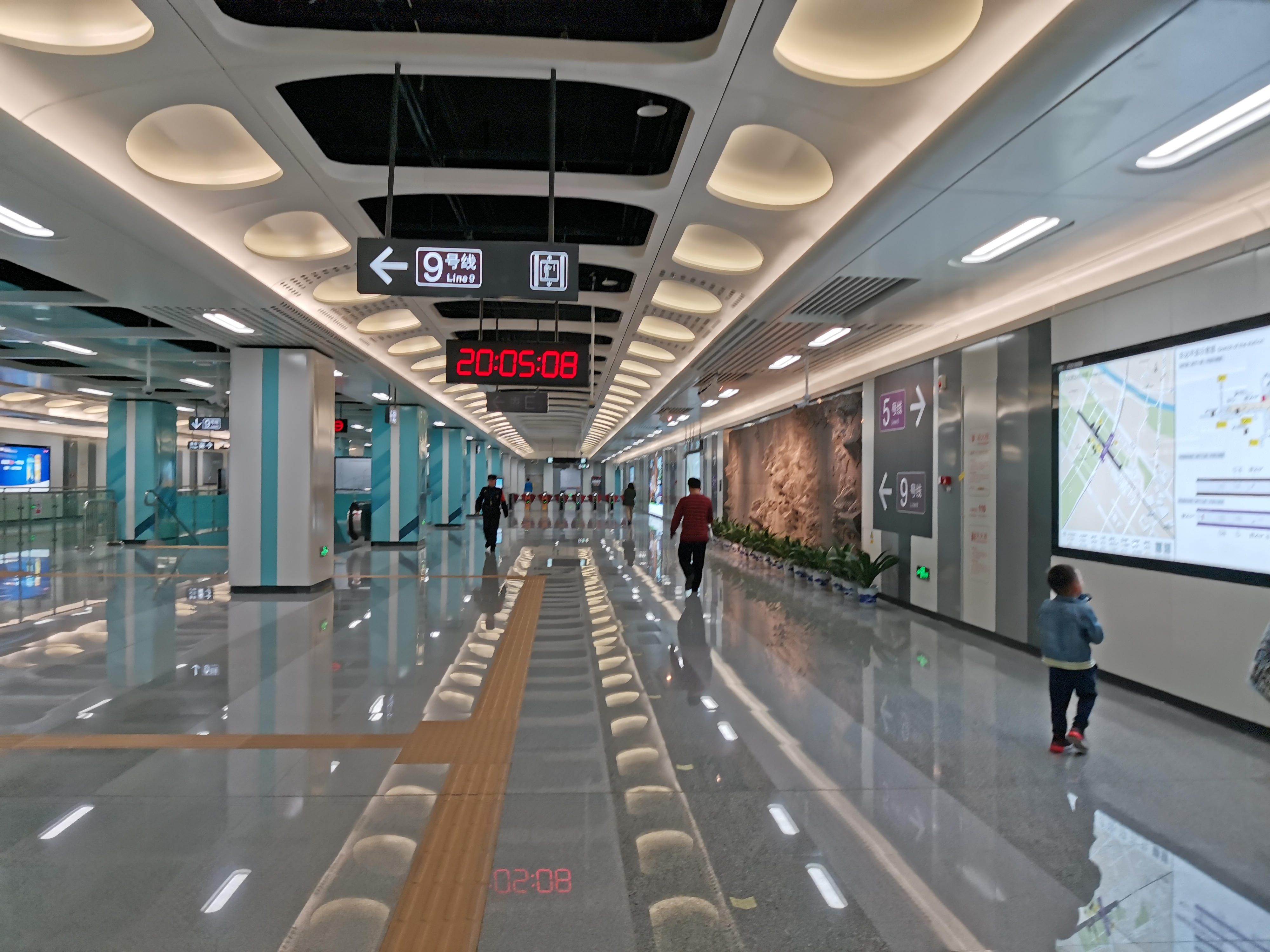
站厅

### 月台

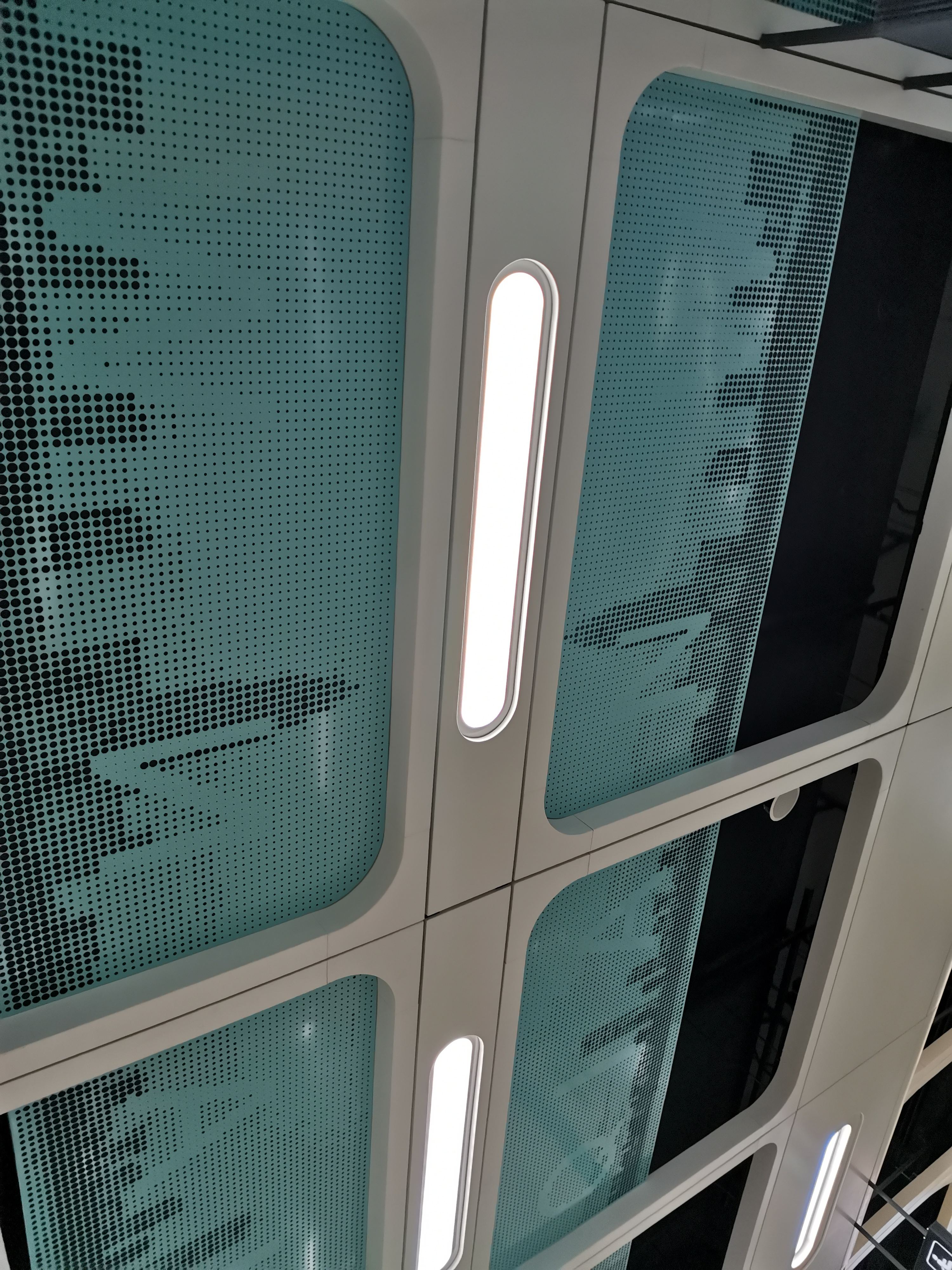
天花装饰，以点阵化深圳天际线为图案
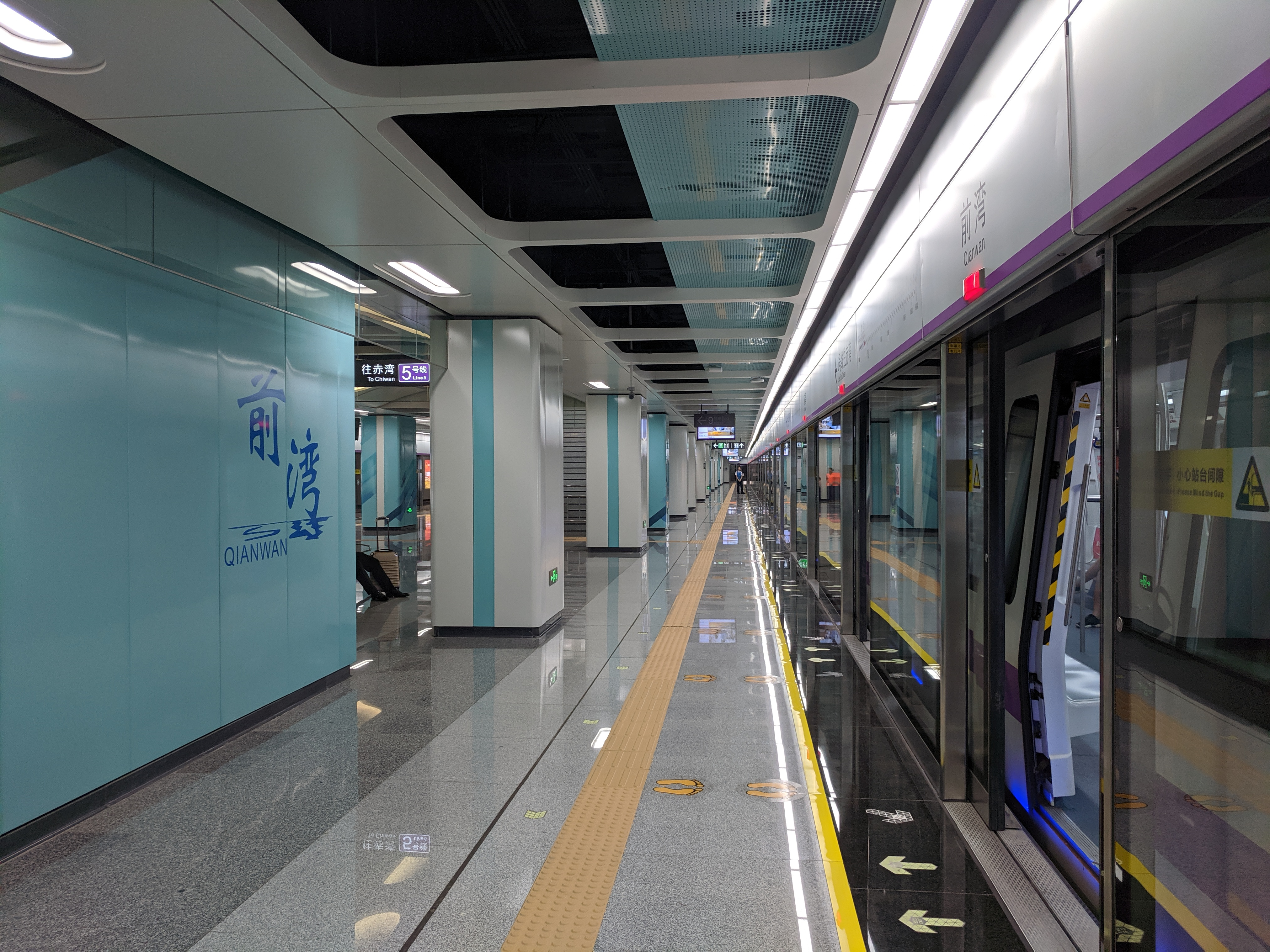
5号线往赤湾月台
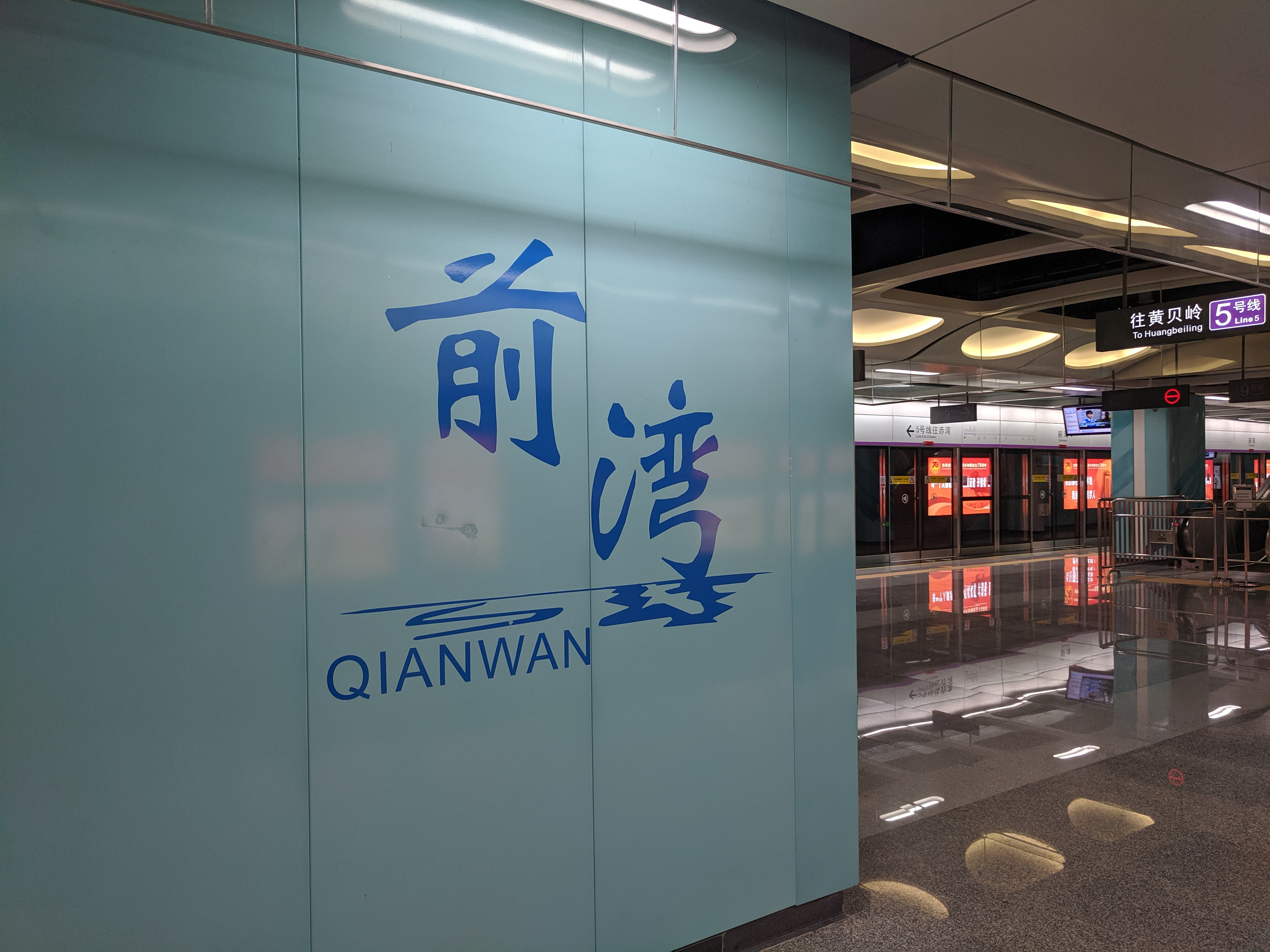
書法站名
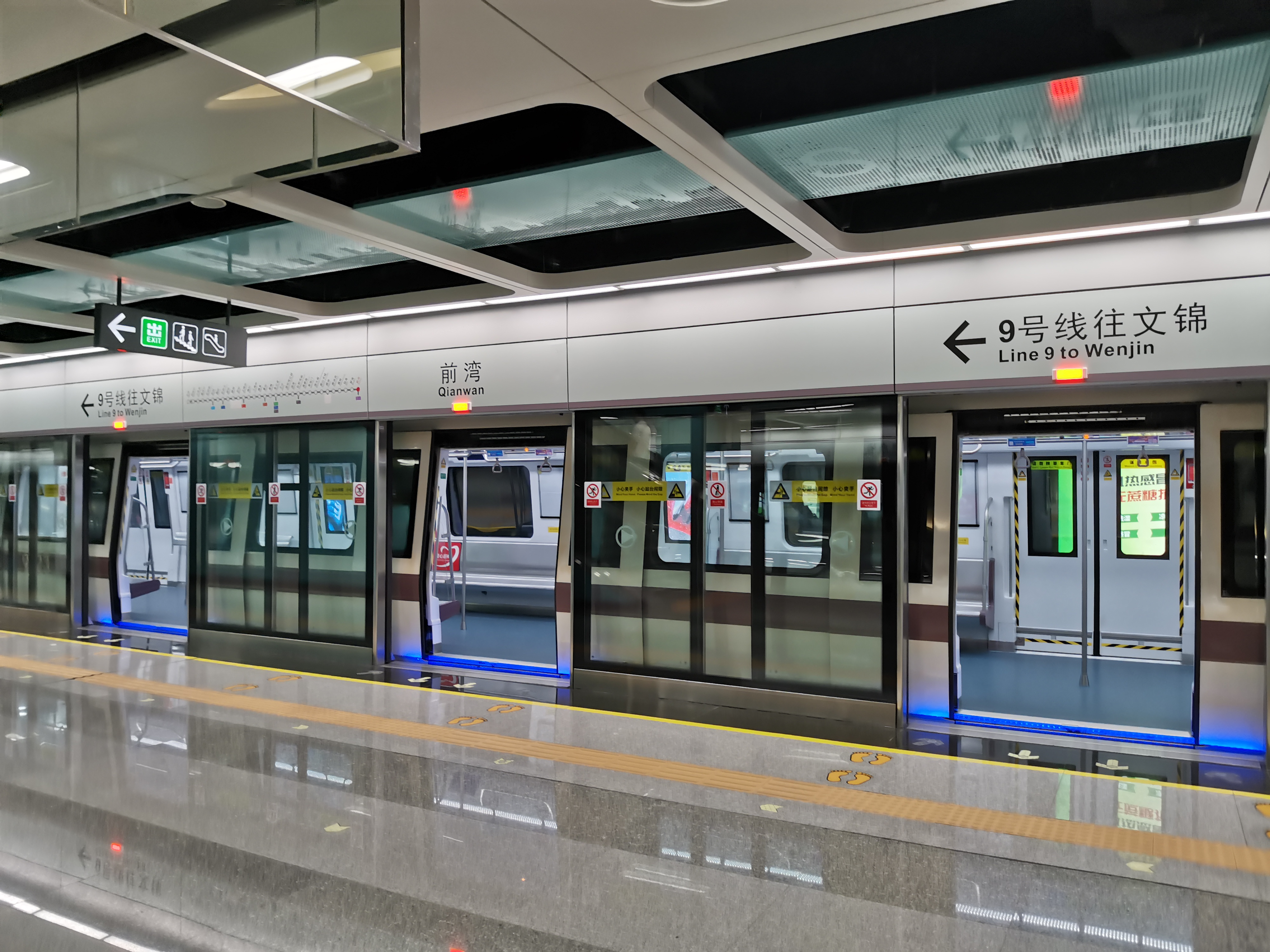
9号线往文锦月台
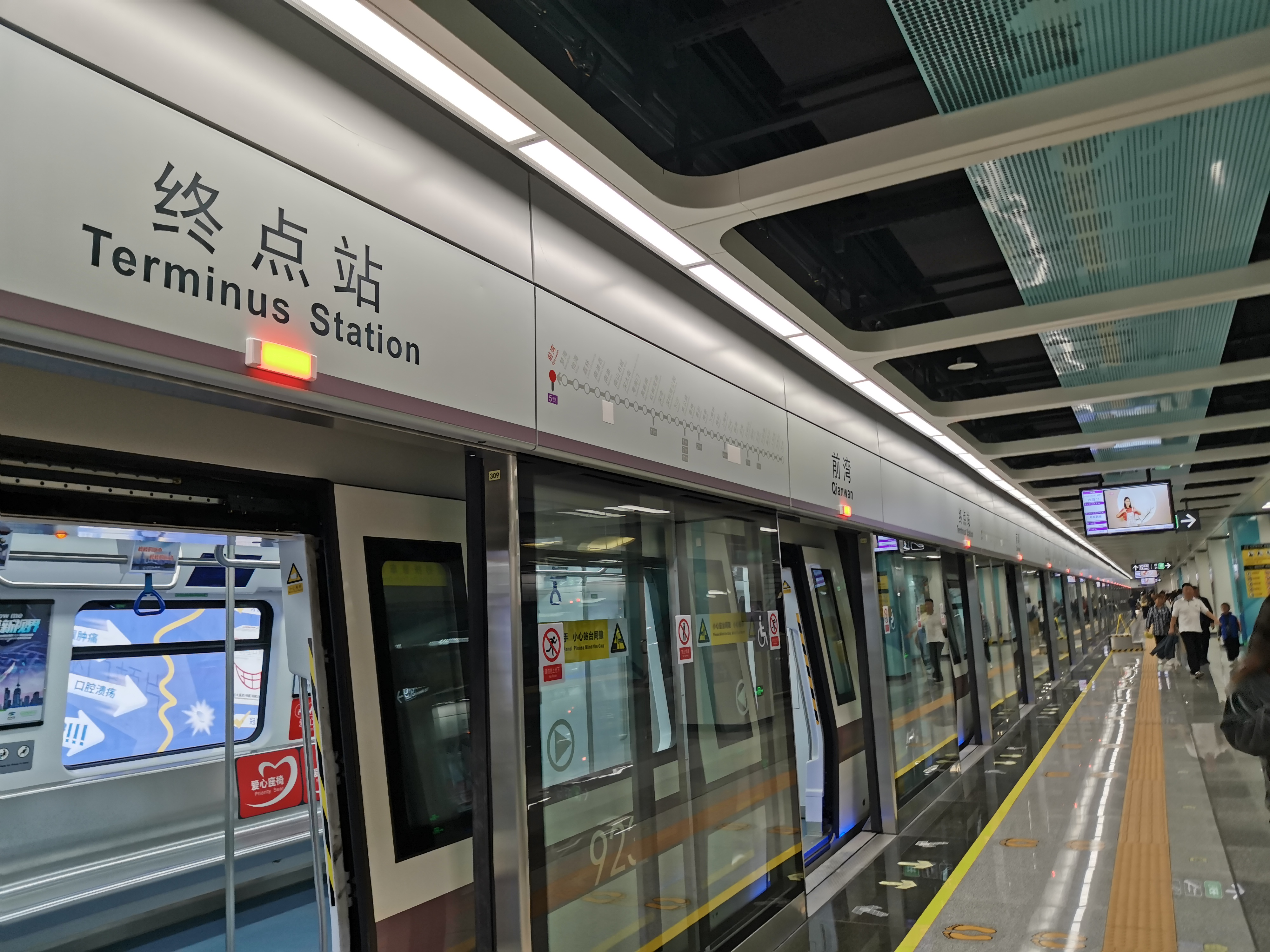
9号线終点月台

### 車站設施及藝術牆
本站設有洗手間，位於B出口旁及5號線月台。
本站藝術牆作品有三块，一块位於9號線站厅付費區內，另外两块位于5號線站厅付費區外。

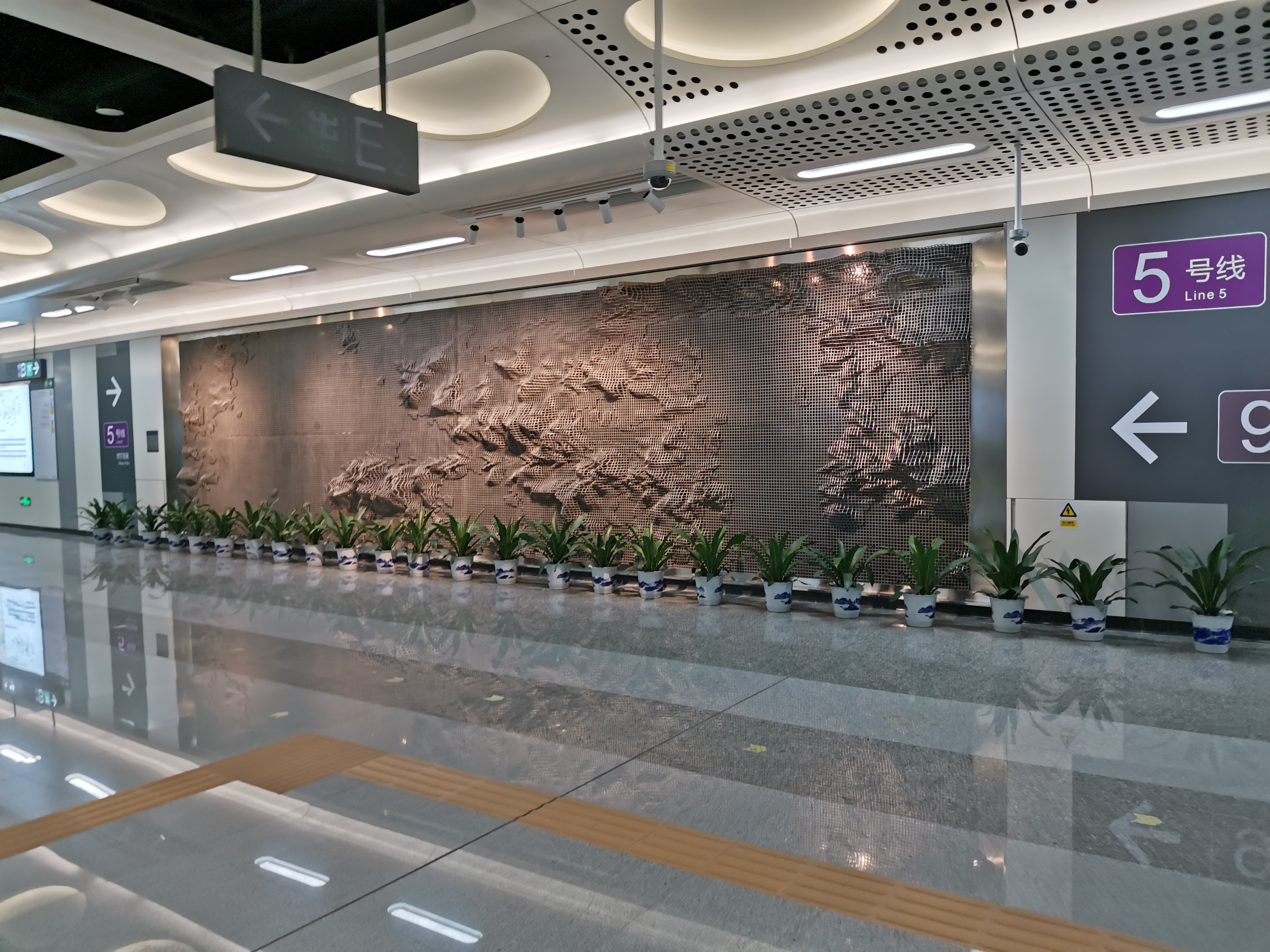
9號線的艺术墙
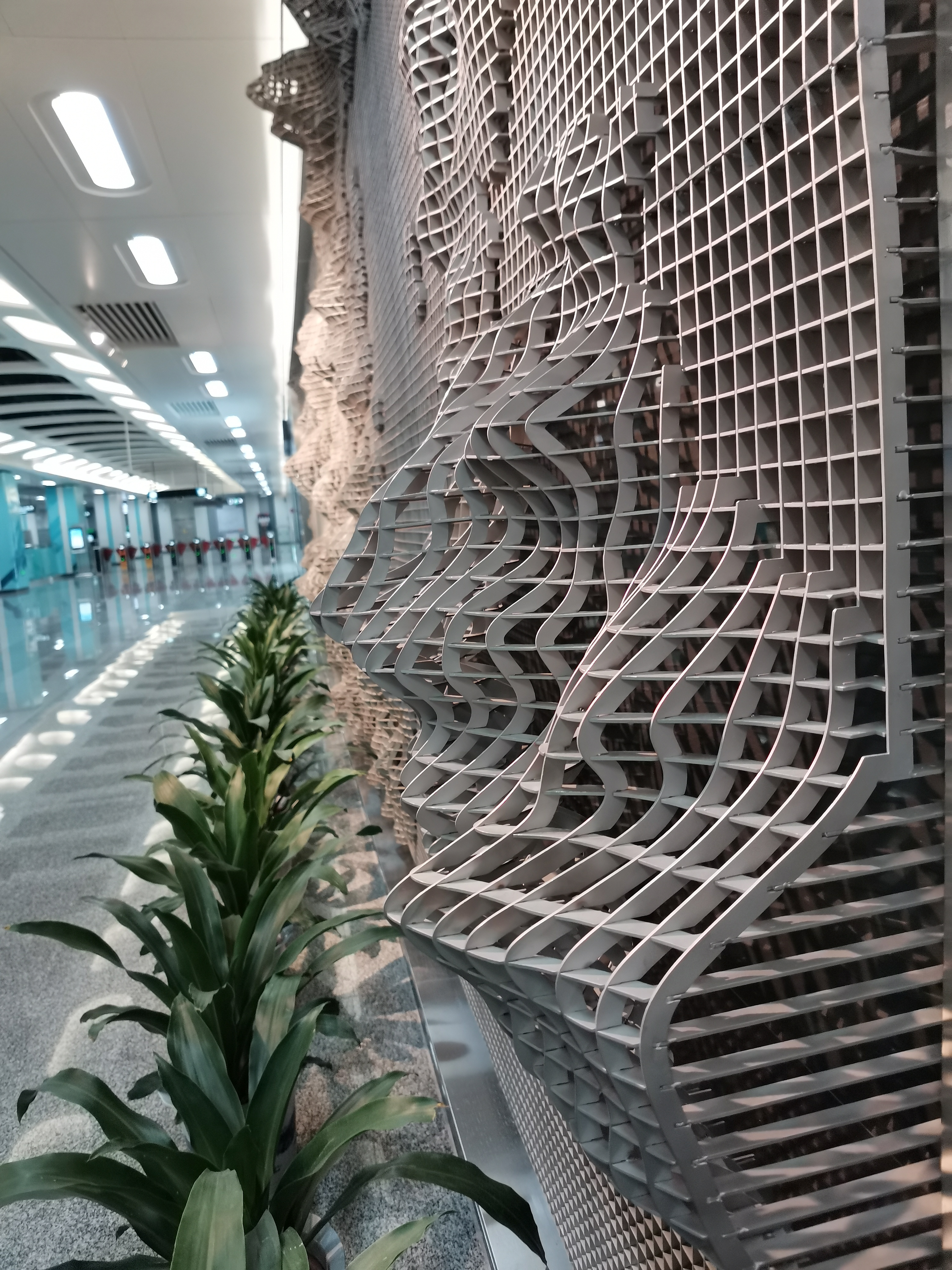
9號線的艺术墙细节
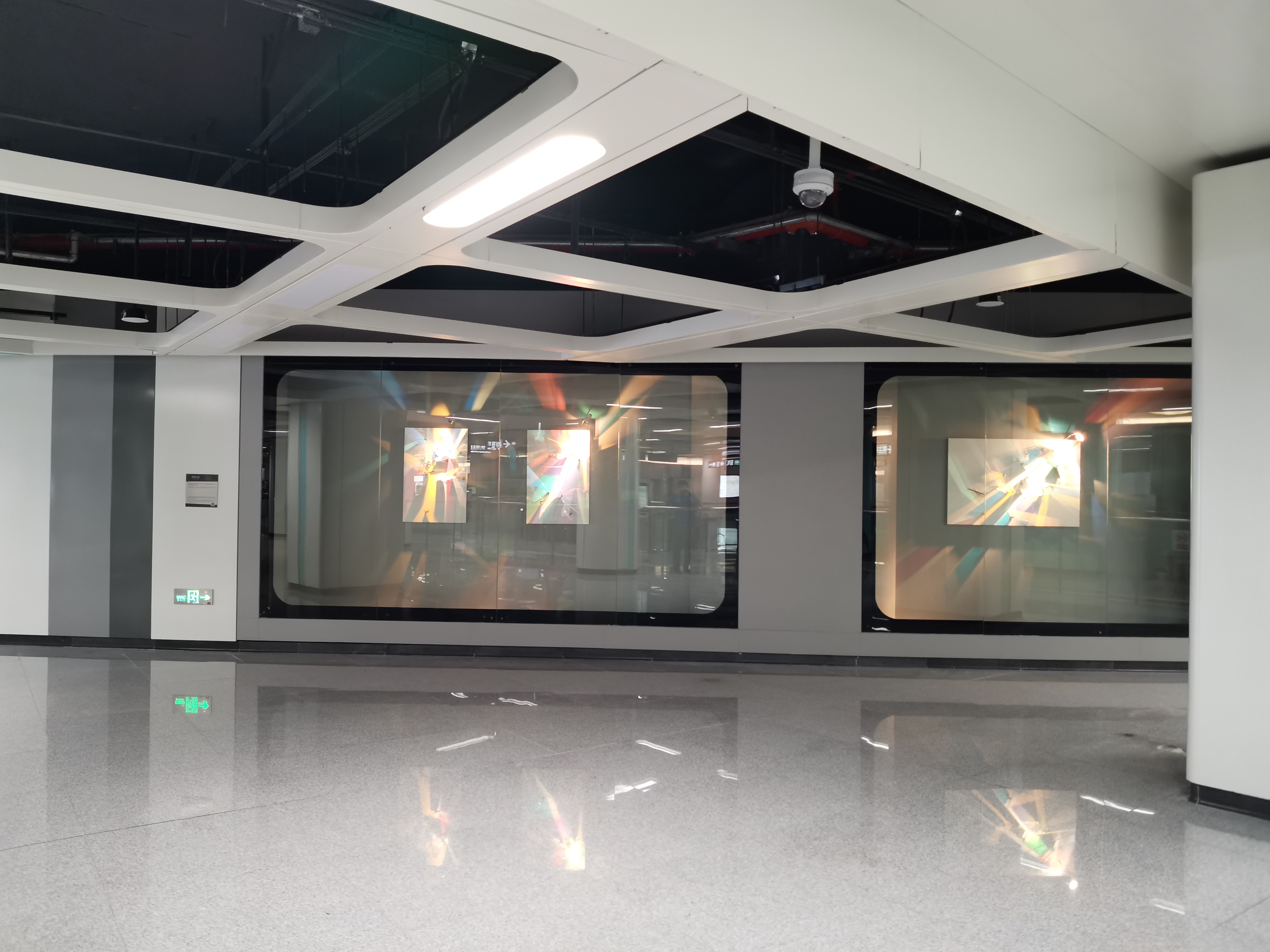
5號線的艺术墙1
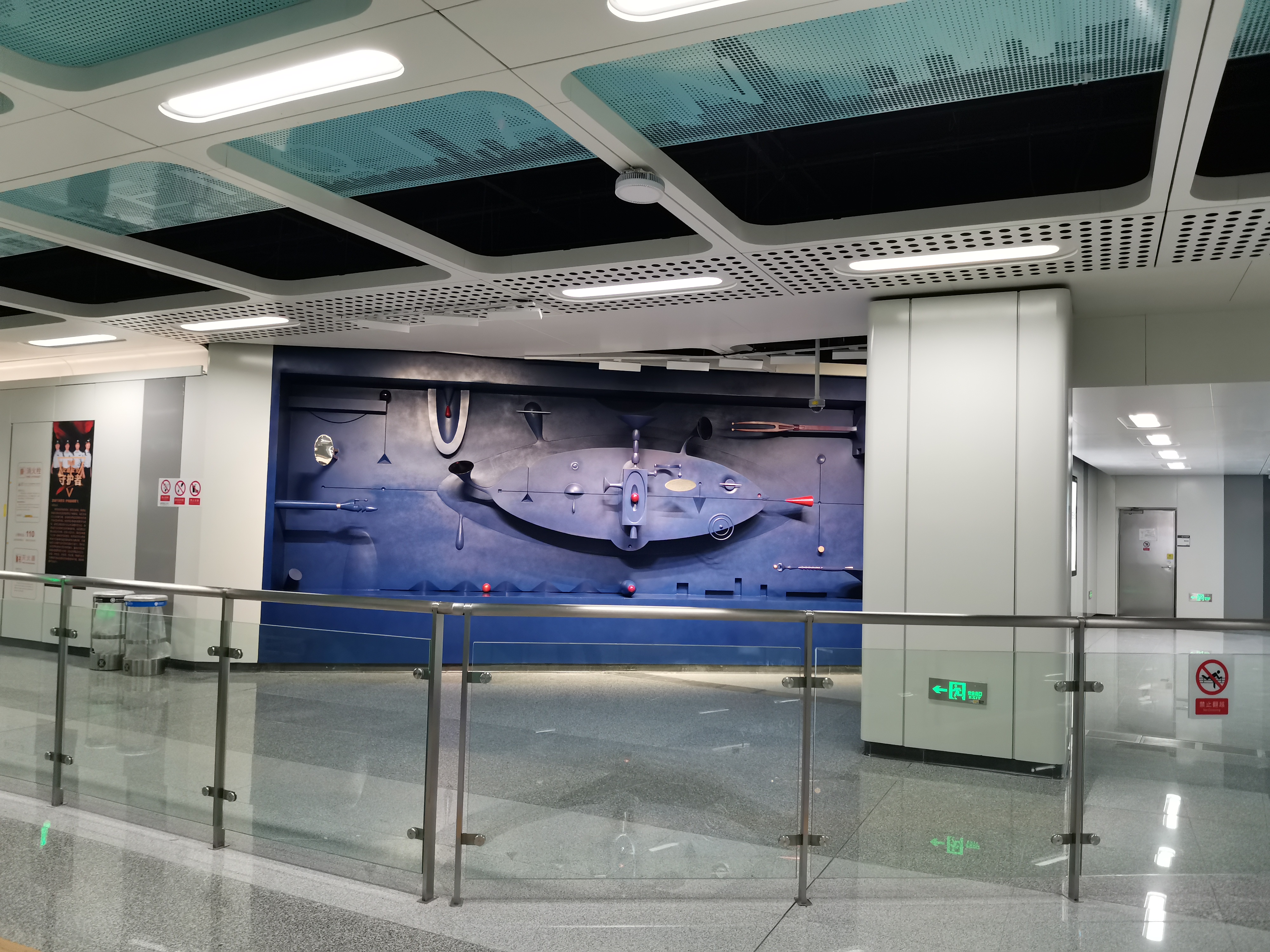
5號線的艺术墙2

### 出入口
本站有五個出入口，启用时开通B、D出口，E1、E2出入口与恒昌科技大厦共构。
| 出口编号              | 圖片 | 建議前往的目的地                                       |
| --------------------- | ---- | ------------------------------------------------------ |
| · （暂未啟用）        |      |                                                        |
| 出口 · B · 升降机标志 |      | 听海大道东側（北）                                     |
| · （预留）            |      | 前湾一路北側（西）                                     |
| 出口 · D · 升降机标志 |      | 前湾一路                                               |
| · （暂未啟用）        |      | 恒昌科技大厦                                           |
| · （暂未啟用）        |      | 臨海大道、前海法治大厦（前海人民法院）、前海國際足球場 |
| · （暂未啟用）        |      | 听海大道西側（南）                                     |
| 註： 設有             |      |                                                        |

## 轉乘
5号綫月台和9号綫月台之間設有夾層，轉乘可透過扶手電梯或樓梯到達夾層，再利用扶手電梯或樓梯前往另一綫月台。由於夾層沒有升降機連接，乘客如使用升降機轉乘，需先到達車站大堂，再步行到另一綫的大堂，再轉乘升降機前往月台。

## 利用狀況
由於車站周邊建筑均在施工中，人烟稀少，因此本站主要以两线换乘客流为主；預計周边建筑落成之后客流量將有所提高。

## 接驳交通
| 前湾地铁站（近B、D出入口） | 前湾地铁站（近B、D出入口） | 前湾地铁站（近B、D出入口） | 前湾地铁站（近B、D出入口） | 前湾地铁站（近B、D出入口） |
| 编号                       | 路线                       | 路线                       | 路线                       | 备注                       |
| -------------------------- | -------------------------- | -------------------------- | -------------------------- | -------------------------- |
| B990                       | 前海湾地铁站总站           | ↺                          | 法治大厦                   |                            |

## 未來發展
9号綫規劃將向西北伸延到大鏟灣，再向東北伸延到寶安公園，屆時本站將為9号綫的中途站。